# Markolf Niemz
Markolf H. Niemz (sinh năm 1964 tại Hofheim am Taunus) là một tác giả và nhà lý sinh học người Đức. Ngoài ra, ông còn là giáo sư chuyên ngành kỹ thuật y sinh tại Đại học Heidelberg.

## Tiểu sử
Markolf Niemz theo học vật lý tại Đại học Frankfurt và Đại học Heidelberg, và kỹ thuật sinh học tại Đại học California, San Diego. Năm 1992, ông nộp luận án Tiến sĩ về việc chế tạo tia laser Nd: YLF nén xung để nghiên cứu sự cắt bỏ mô do plasma gây ra.
Niemz từng giữ chức trưởng khoa Quang phổ tại Viện Fraunhofer về Kỹ thuật Đo lường Vật lý (IPM) ở Freiburg cho đến năm 1999. Năm 2000, ông được bổ nhiệm làm Chủ tịch Kỹ thuật Y tế/Kỹ thuật Y sinh tại Đại học Heidelberg, đảm nhiệm cương vị giáo sư chuyên ngành tại Khoa Y Mannheim. Kể từ đó, Niemz là giám đốc Phòng thí nghiệm Kỹ thuật Y sinh Mannheim (MABEL), một dạng tổ chức liên doanh của Đại học Heidelberg và Đại học Khoa học Ứng dụng Mannheim. Nghiên cứu của ông tập trung vào sự tương tác giữa laser-mô, ứng dụng laser trong y tế, ký hiệu sinh học điện tử và theo dõi bệnh nhân. Ông là nhà khoa học đầu tiên trên toàn thế giới áp dụng xung laser siêu ngắn vào nha khoa để điều trị sâu răng mà không gây đau đớn.
Niemz cũng tham gia vào một nhánh nghiên cứu tỷ lệ tử vong mới, cái gọi là trải nghiệm cận tử (TNCT). Với cuốn tiểu thuyết khoa học nhan đề Lucy mit c (Books on Demand, 2005), ông trở nên nổi tiếng với đông đảo độc giả khi so sánh trải nghiệm cận tử với các hiệu ứng tương đối tính từng được Albert Einstein dự đoán. Niemz dạy rằng trạng thái vĩnh cửu ở tốc độ ánh sáng khi mọi khoảng cách đều bằng không. Ông còn đưa ra một cách giải thích vật lý mới về trải nghiệm cận tử: Nếu một phần nào đó trong chúng ta lao vào ánh sáng lúc chết, thì cái gọi là hiệu ứng đèn pha cho phép chúng ta cảm nhận được một đường hầm tối với ánh sáng rực rỡ ở đầu kia. Bản thân ánh sáng là ký ức vũ trụ và cung cấp trạng thái hồi tưởng cuộc đời thường được những người sắp chết kể lại.

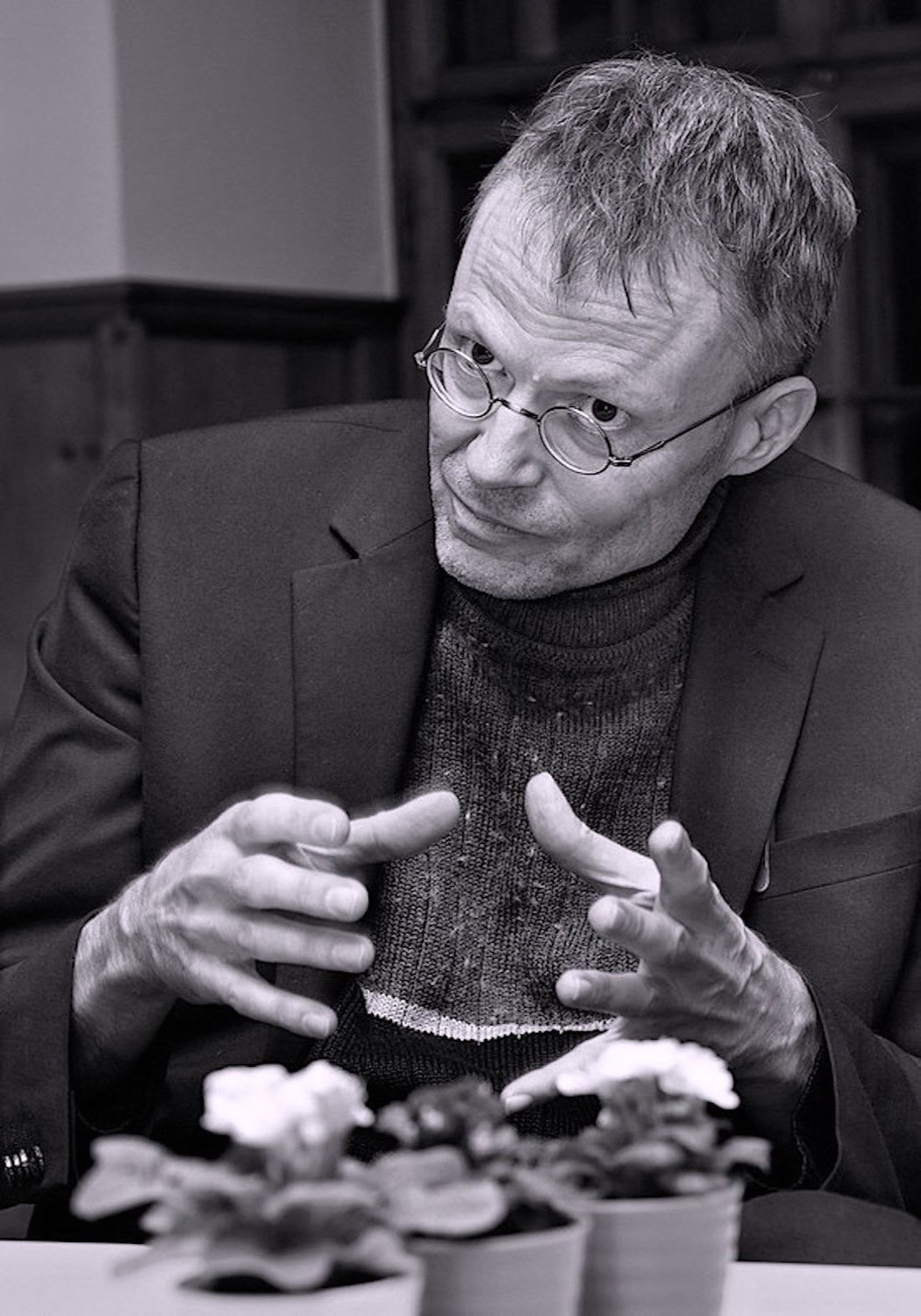
Markolf Niemz sau một buổi đọc sách ở Davos, Thụy Sĩ (2017)

Cuốn tiểu thuyết Lucy mit c của Niemz là cuốn sách tự xuất bản đầu tiên từng xuất hiện trong danh sách sách bán chạy phi hư cấu Gong của Đức. Ngoài cuốn Lucy im Licht (Droemer, 2007), tập thứ hai trong bộ ba tác phẩm Lucy của ông, và cuốn Bin ich, wenn ich nicht mehr bin? (Kreuz, 2011) trở thành sách bán chạy nhất của Đức. Từ số tiền bản quyền của bộ ba tác phẩm Lucy mà Niemz dùng để thành lập tổ chức từ thiện và phi lợi nhuận mang tên Stiftung Lucys Kinder. Tổ chức này nhằm đảm bảo rằng trẻ em từ các quốc gia nghèo nhất trên thế giới này sẽ được tiếp cận với tình yêu thương và sự hiểu biết.
Trong cuốn sách tiếp theo có nhan đề Seeing Our World Through Different Eyes (Wipf & Stock, 2020), Niemz dẫn dắt độc giả hiểu thế giới thông qua khái niệm phương Đông Advaita (bất nhị). Nhiều thuật ngữ mà chúng ta quan niệm là đối nghịch nhau (không gian và thời gian, hiện hữu và thực hữu, con gà và quả trứng, tạo hóa và sáng tạo) thực sự đều là hai mặt của cùng một đồng tiền. Niemz đề nghị không nói đến các danh từ "không gian" và "thời gian", mà hãy nói đến các tính từ "thuộc tính không gian" và "thuộc tính thời gian". Đây sẽ là các thuộc tính của khối lượng và năng lượng, có thể so sánh với "nhỏ" hoặc "đỏ".
Trong cuốn sách mới ra mắt có nhan đề Wie geht leben? (Allegria, 2021), Niemz giờ đây thậm chí còn tiến thêm một bước nữa và đưa ra một giải pháp thay thế thú vị để bỏ qua thuyết nhị nguyên: Tác giả đang chuyển đổi các danh từ trong ngôn ngữ của con người một cách có hệ thống thành các dạng động từ. Ông viết: "Danh từ của chúng ta che đậy rằng sự sống vẫn tiếp diễn." Vi rút, vi khuẩn và tế bào ung thư chủ yếu sẽ là các quá trình chứ không phải là đối tượng, đó là thông tin ("vi rút"), hoạt động ("vi khuẩn") và thông tin sai ("ung thư") . Niemz thậm chí còn quan niệm con người và Chúa là dạng động từ. Mỗi trải nghiệm sẽ biến cái tôi thành một con người hơi khác (tác giả nói về "hữu thể"). Và Đức Chúa sẽ không chỉ là Chúa/Cha, mà còn là Chúa/Con và Chúa/Thánh Thần; "Chúa" theo đó có nghĩa là sáng tạo, tạo vật và sự sống. Bằng cách đó, Niemz tiếp bước người thầy Alfred North Whitehead và mở rộng "triết lý sinh vật" của mình.

## Giải thưởng
- Giải thưởng Karl Freudenberg của Viện Hàn lâm Khoa học Heidelberg năm 1995 cho công trình nghiên cứu "tương tác laser-mô".
- Nghiên cứu viên tại Trường Y khoa Harvard năm 1995 với sự tài trợ từ tổ chức Deutsche Forschungsgemeinschaft.
- Người nhận Học bổng Studienstiftung des Deutschen Volkes 1987-1992.

## Ấn phẩm
- Laser-Tissue Interactions – Fundamentals and Applications. Springer, Berlin Heidelberg New York 2019, 4th edition, ISBN 978-3-030-11916-4.
- Lucy mit c – Mit Lichtgeschwindigkeit ins Jenseits. Books on Demand, Norderstedt 2005, ISBN 978-3-833-43739-7.
- Lucy im Licht – Dem Jenseits auf der Spur. Droemer, München 2007, ISBN 978-3-426-27420-0.
- Lucys Vermächtnis – Der Schlüssel zur Ewigkeit. Droemer, München 2009, ISBN 978-3-426-27498-9.
- Bin ich, wenn ich nicht mehr bin? – Ein Physiker entschlüsselt die Ewigkeit. Kreuz, Freiburg 2011, ISBN 978-3-451-61046-2.
- Sinn – Ein Physiker verknüpft Erkenntnis mit Liebe. Kreuz, Freiburg 2013, ISBN 978-3-451-61181-0.
- Sich selbst verlieren und alles gewinnen – Ein Physiker greift nach den Sternen. Kreuz, Freiburg 2015, ISBN 978-3-451-61322-7.
- Ichwahn – Ein Physiker erklärt, warum Abgrenzung gegen unsere Natur ist. Ludwig, München 2017, ISBN 978-3-453-28100-4.
- How Science Can Help Us Live in Peace – Darwin, Einstein, Whitehead. Universal Publishers, Irvine 2018, ISBN 978-1-627-34247-6.
- Die Welt mit anderen Augen sehen – Ein Physiker ermutigt zu mehr Spiritualität. Gütersloher Verlagshaus, Gütersloh 2020, ISBN 978-3-579-06212-9.
- Seeing Our World Through Different Eyes – Thoughts on Space and Time, Abraham Lincoln, and God. Wipf and Stock, Eugene 2020, ISBN 978-1-725-28545-3.
- Wie geht leben? – In Prozessen denken, verstehen und gesunden. Allegria, Berlin 2021, ISBN 978-3-793-42439-0.